# Ганзи (аэропорт)
Аэропорт Ганзи (ИАТА: GNZ, ИКАО: FBGZ) — коммерческий аэропорт, расположенный в городе Ганзи (административный округ Ганзи, Ботсвана). Аэропорт находится примерно в 1 км от центра города. В настоящее время он не обслуживает регулярные маршруты и работает только для чартерных и частных полётов.
Аэропорт Ганзи находится примерно в 600 км к западу от Габороне.

## Общие сведения
С точки зрения пассажирских и авиационных перевозок аэропорт Ганзи можно классифицировать, как незначительный. Аэропорт будет перенесён и модернизирован при условии наличия инвестиций.
В аэропорту имеется заасфальтированная взлётно-посадочная полоса около 1500 метров длиной и 18 метров шириной, предназначенная для взлётов и посадок лёгких воздушных судов с максимальной массой 5700 кг.